# Under Age's Song
「Under Age's Song」（アンダー エイジズ ソング）は、Dragon Ashの3枚目のシングル。1998年7月23日発売。発売元はビクターエンタテインメント / Invitaton。

## 解説
3枚目シングル。曲名の意は「未成年の歌」。
2007年発売のベストアルバムにはアルバム『Buzz Songs』収録リミックスバージョンが収録。2012年発売のベストアルバム『LOUD & PEACE』でシングルバージョンが初収録された。
ライブではPUNKバージョンが披露されることもあったが、近年はシングルバージョンで演奏されることが多い。

## 収録曲
作詞・作曲:降谷建志　編曲：Dragon Ash
1. Under Age's Song
2. Face to Face
3. Mustang A Go Go!!!

## 収録アルバム
＃1
- 『Buzz Songs』（1998年9月2日）※アルバムバージョン
- 『The Best of Dragon Ash with Changes Vol.1』(2007年9月5日) ※アルバムバージョン
- 『LOUD & PEACE』(2012年8月22日) ※シングルバージョン

＃2
- 『The Best of Dragon Ash with Changes Vol.1』(2007年9月5日)

＃3
- 『Buzz Songs』（1998年9月2日）